# آدیا ویکتوریا
آدیا ویکتوریا (زاده ۲۲ ژوئیه ۱۹۸۶) خواننده و ترانه‌سرای آمریکایی است. او علاوه بر نوازندگی و نوشتن موسیقی، شعر نیز می‌سراید. او در حال حاضر در نشویل مستقر است.
آدیا ویکتوریا در اسپارتانبورگ، کارولینای جنوبی متولد شد و یکی از شش خواهر و برادر است. پدرش ترینیدادی است. او به عنوان یک ادونتیست روز هفتم بزرگ شد و در مدارس کلیسا شرکت کرد تا اینکه در کلاس ششم، مادرش او را در مدرسه دولتی ثبت نام کرد. مدت کوتاهی بعد، والدینش طلاق گرفتند و ویکتوریا شروع به نوشتن شعر و داستان کوتاه به عنوان ابزاری برای مقابله کرد.
ویکتوریا و خواهر و برادرش اغلب اوقات را با پدربزرگ و مادربزرگ مادری اش که در نزدیکی کامپوبلو زندگی می‌کردند می‌گذراندند. او در دبیرستان لندرم در کامپوبلو تحصیل کرد.

## دیسکوگرافی

### آهنگ‌های چندگانه
- Sea of Sand EP (2014)[۶]
- EP How It Feels (2017)
- Baby Blues EP (2017)

### آهنگ‌های تألیفی
- "La pour ça" ایستاده در دروازه‌ها، آهنگ‌های نادا سرف را رها کنید
- "Backwards Blues" 30 روز، ۳۰ آهنگ (اکنون 1,000 Days 1,000 Songs نامیده می‌شود) روز دهم، آهنگ 11[۷]
- "7th Amendment (Caravan)" ۲۷ بهترین آلبوم
- "Detroit Moan" یک جلد انحصاری منتشر نشده ویکتوریا اسپایوی که در Rookiemag.com در سال ۲۰۱۶ منتشر شد. پیوند هنوز در سال ۲۰۱۹ معتبر است.[۸]